# Историко-археологический музей-заповедник Эребуни
Историко-археологический музей-заповедник «Эребуни́» — один из исторических музеев города Еревана.
Расположен на холме Арин-Берд, рядом с остатками урартской крепости Эребуни.

## Экспозиция
В музее собраны многие экспонаты, которые были обнаружены в результате раскопок собственно крепости Эребуни в 1950—1959 годах и раскопок соседнего урартского города Тейшебаини, которые проходили на холме Кармир-Блур в 1939—1958 годах.
Наиболее ценные находки, в частности изделия из золота и серебра, например статуэтка бога Тейшебы, перевезены в Исторический музей Армении — главный музей страны, а в музее Эребуни экспонируются лишь копии этих находок. Самыми ценными экспонатами собственно музея Эребуни считаются 23 клинописные таблички урартского времени.
В территорию музея входят остатки крепостных стен Эребуни и частичная реконструкция некоторых залов царского дворца, расположенные под открытым небом позади главного здания музея на вершине холма Арин-Берд.
В состав музея «Эребуни» входит Историко-археологический заповедник «Шенгавит».

## История
Музей был открыт в 1968 году к 2750-летию основания города Эребуни на основании постановления правительства Советской Армении № 225 от 24 мая 1968 года.
Архитекторы: Шмавон Азатян, Багдасар Арзуманян, скульптурное оформление здания, рельефы Ара Арутюнян, главный художник, руководитель реставрационных работ (фрески/настенная живопись) Роберт Арутюнян. В 1970 году Ара Арутюняну был присуждён диплом Союза архитекторов СССР за рельефы на здании Музея Эребуни.

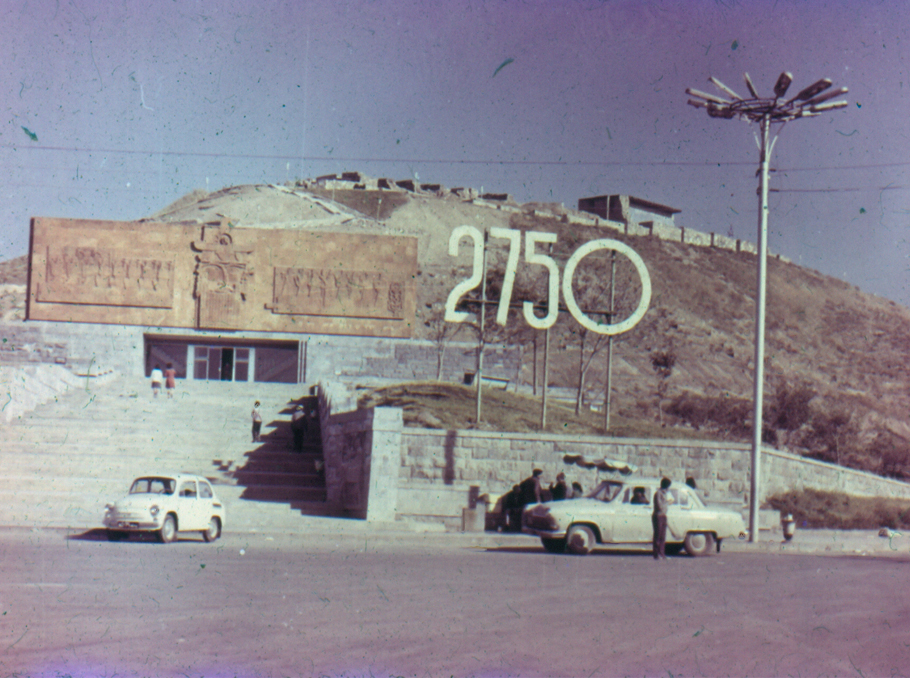
Музей в 1968 году

## Галерея

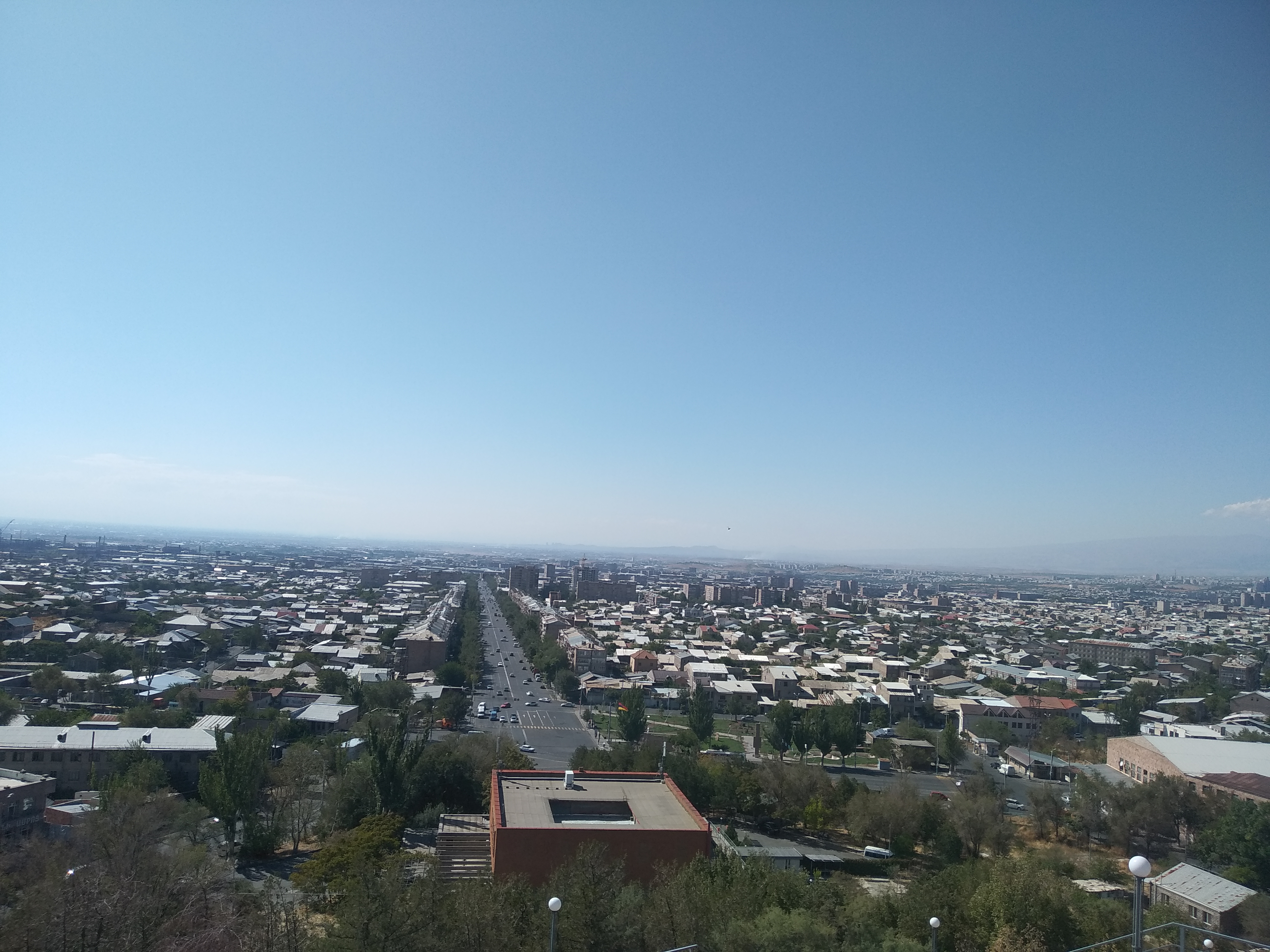
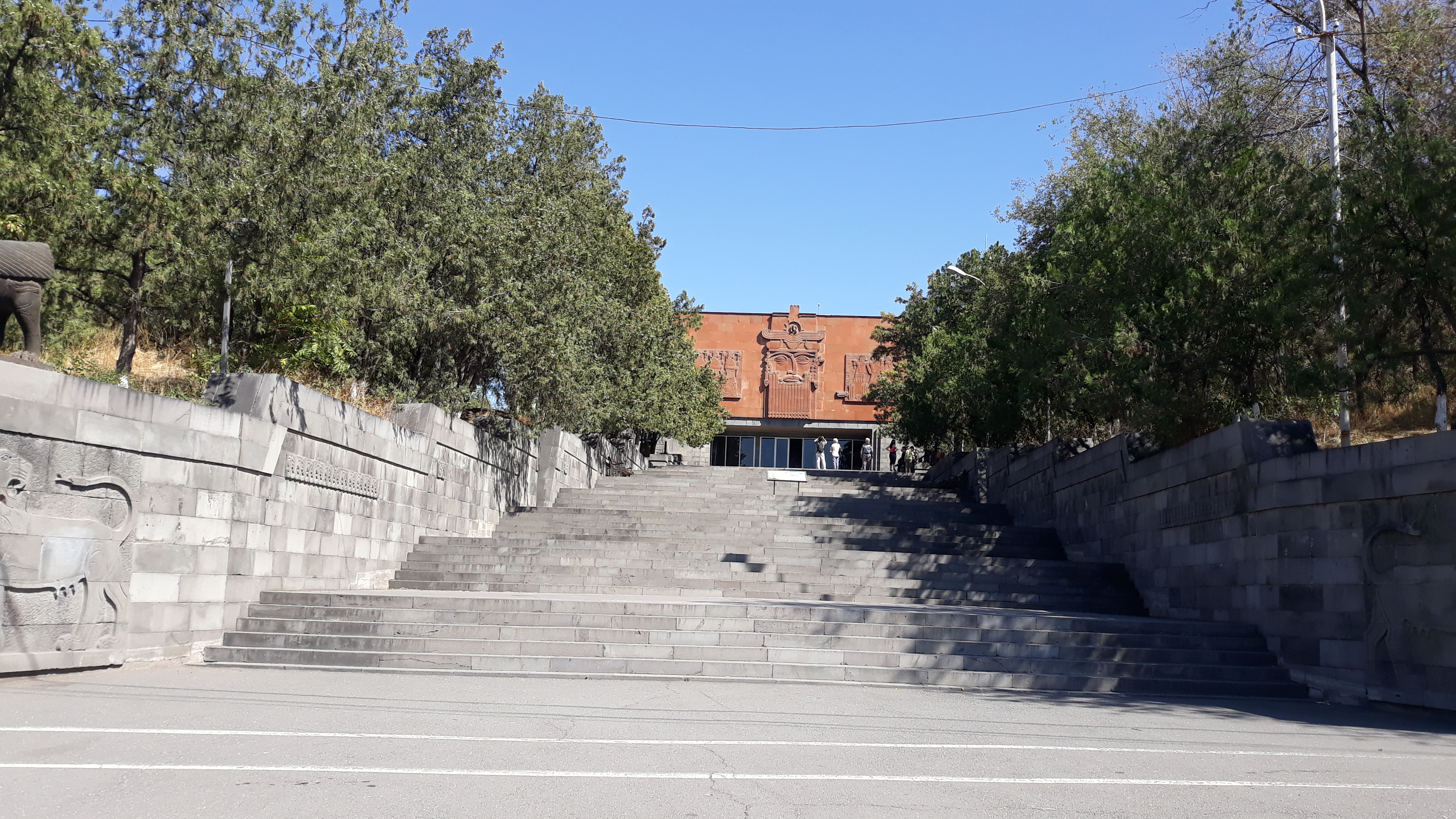
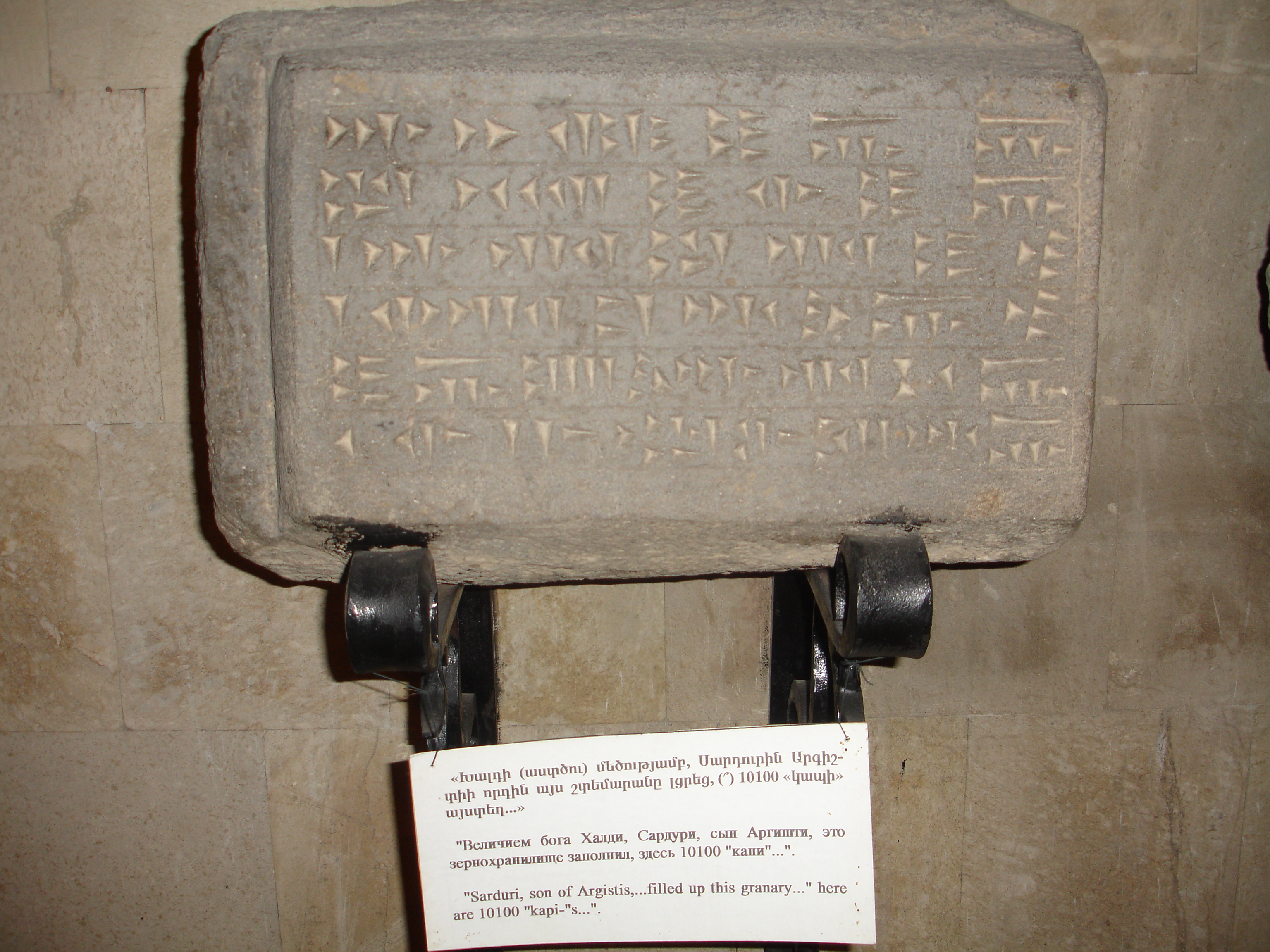
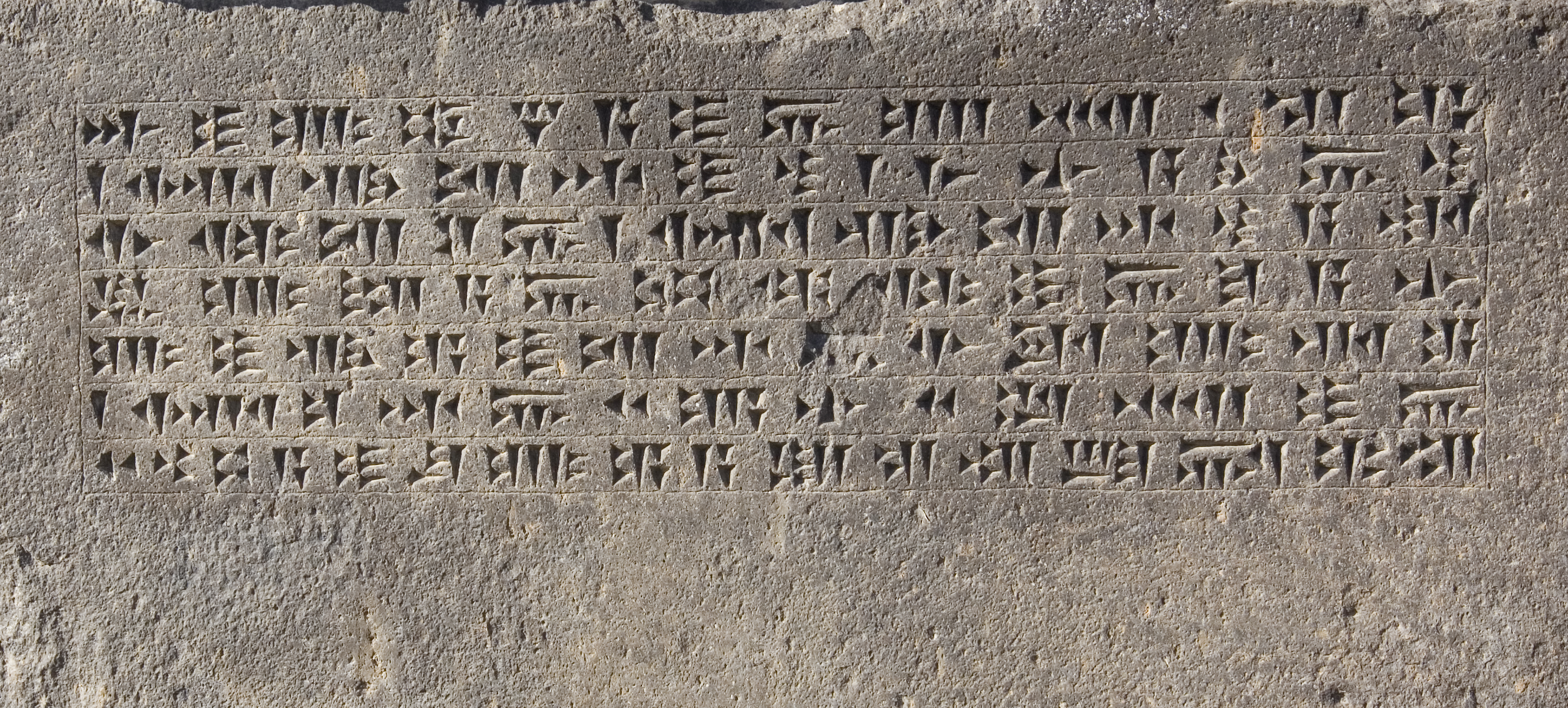
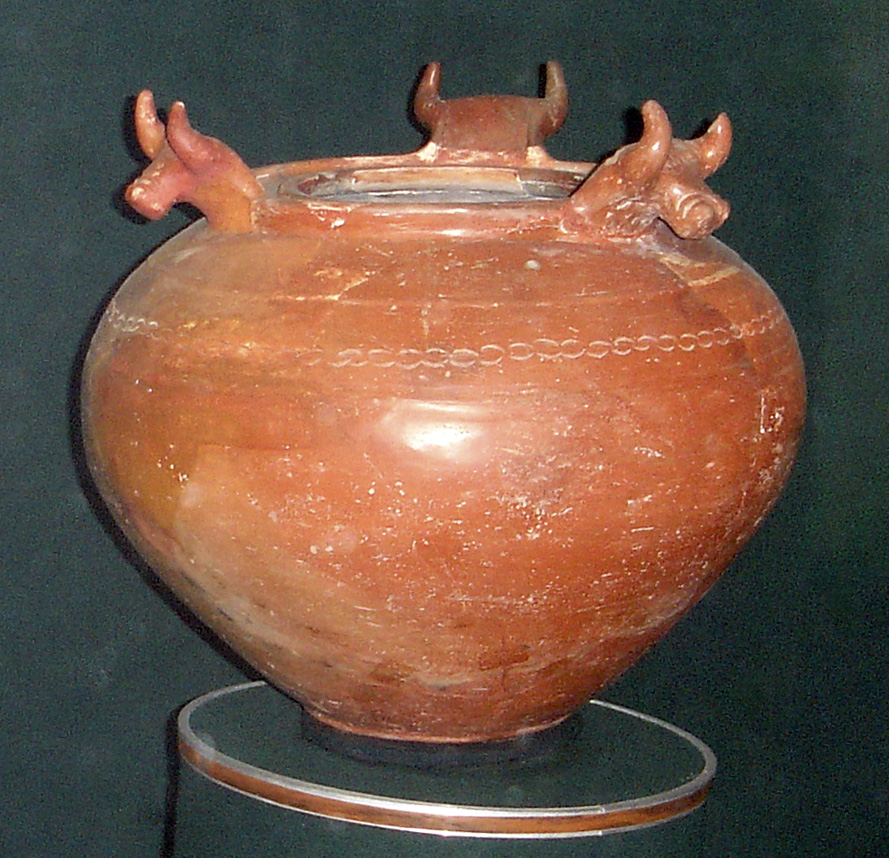
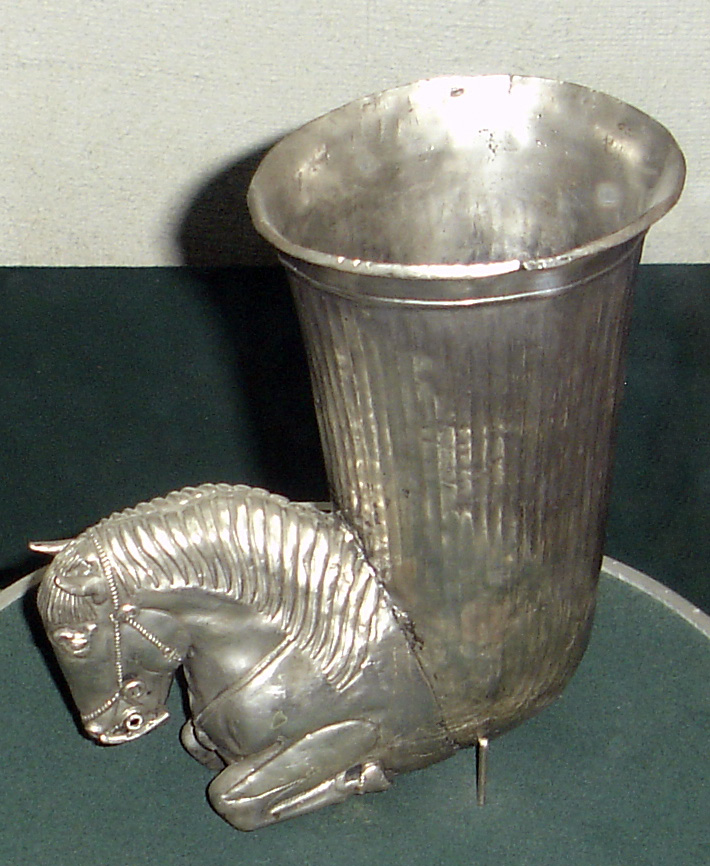
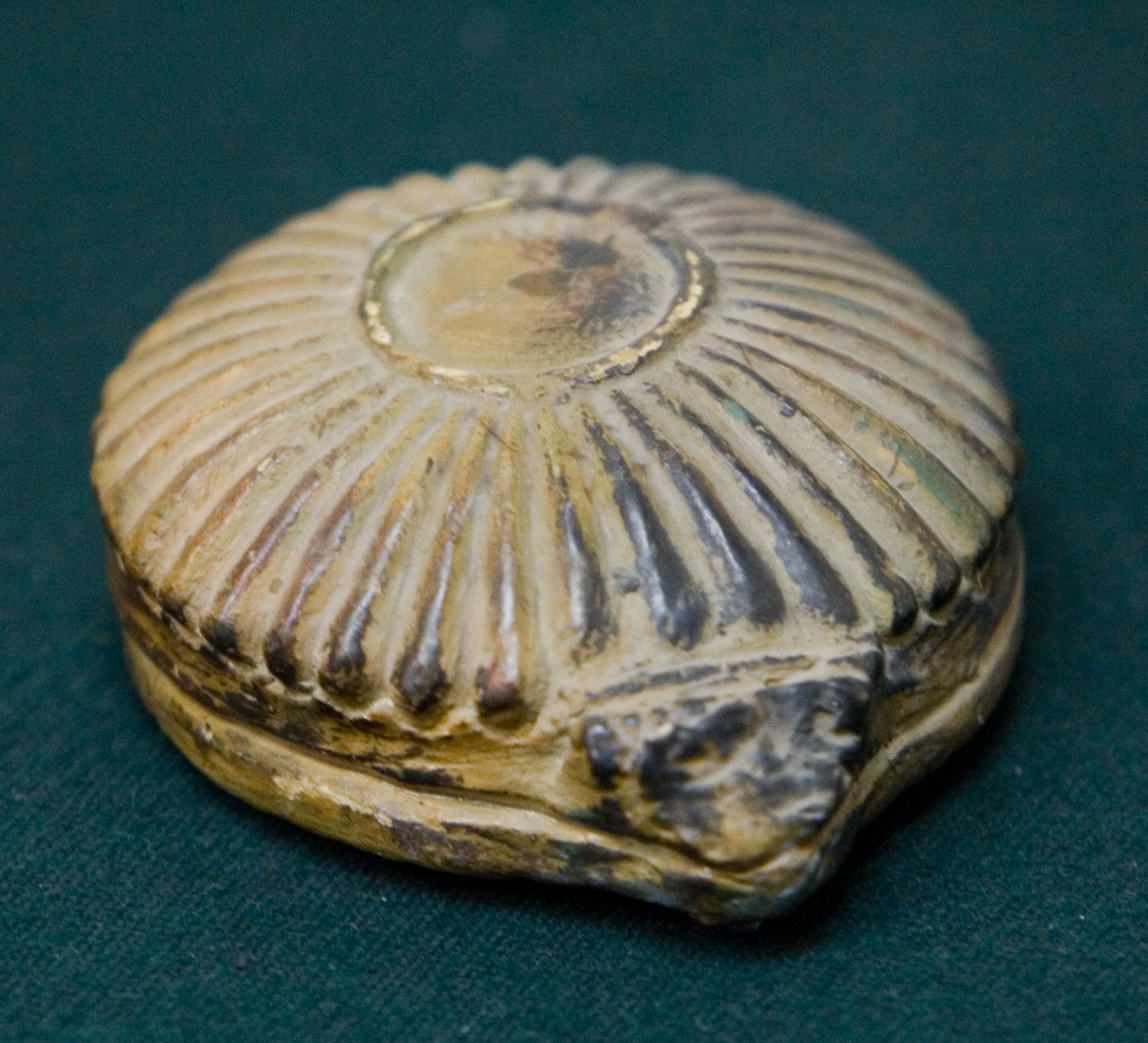
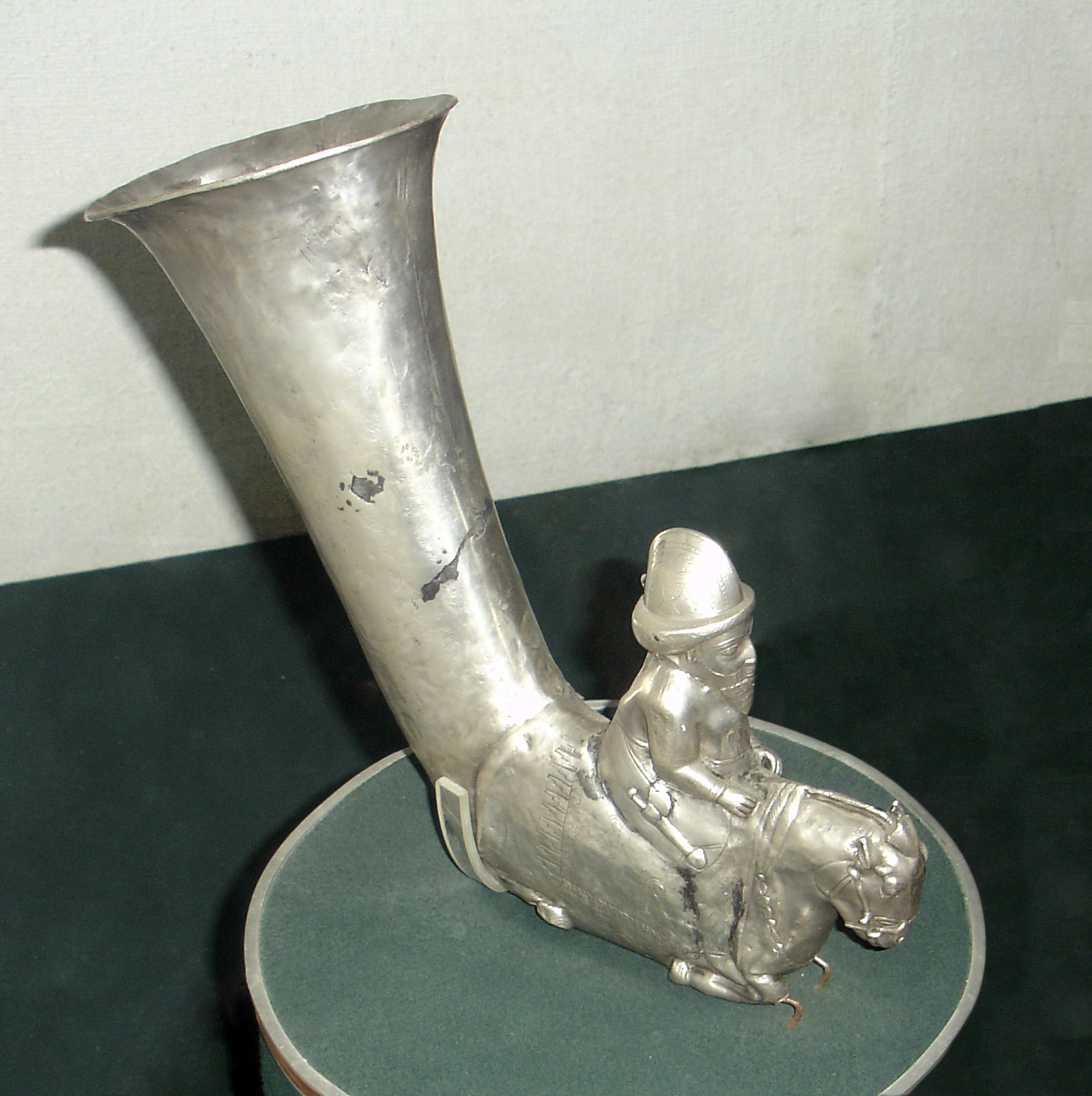
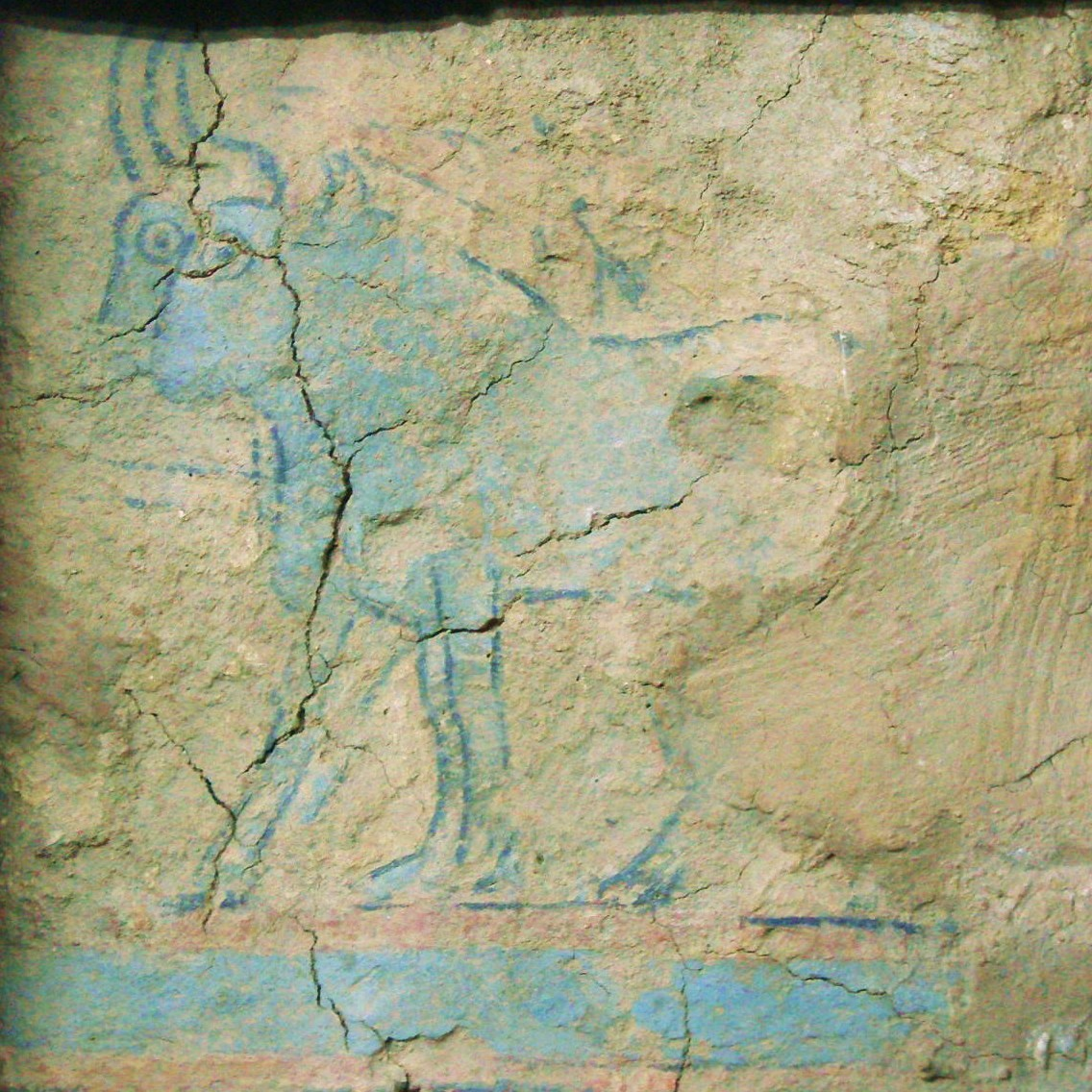
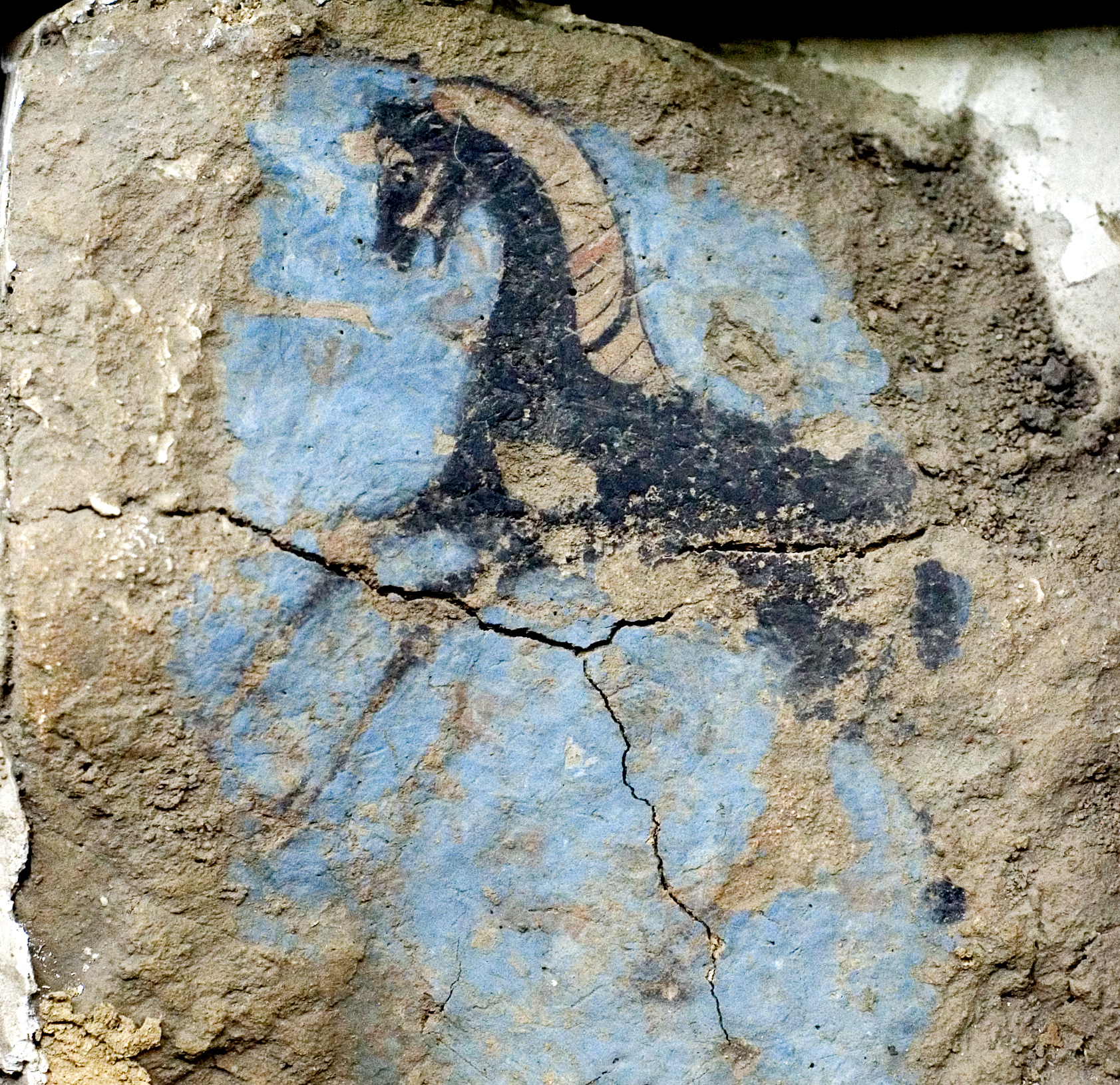
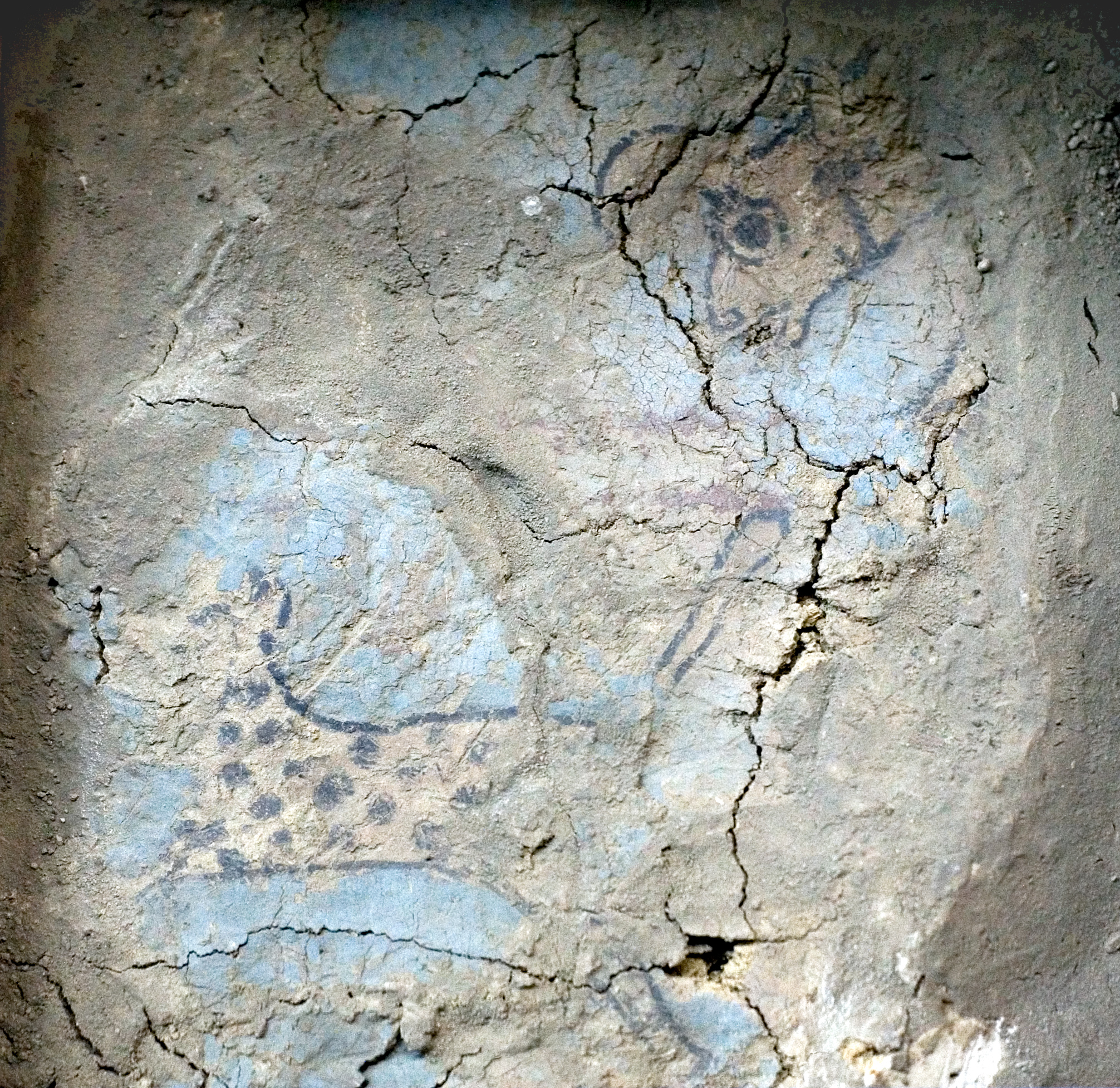
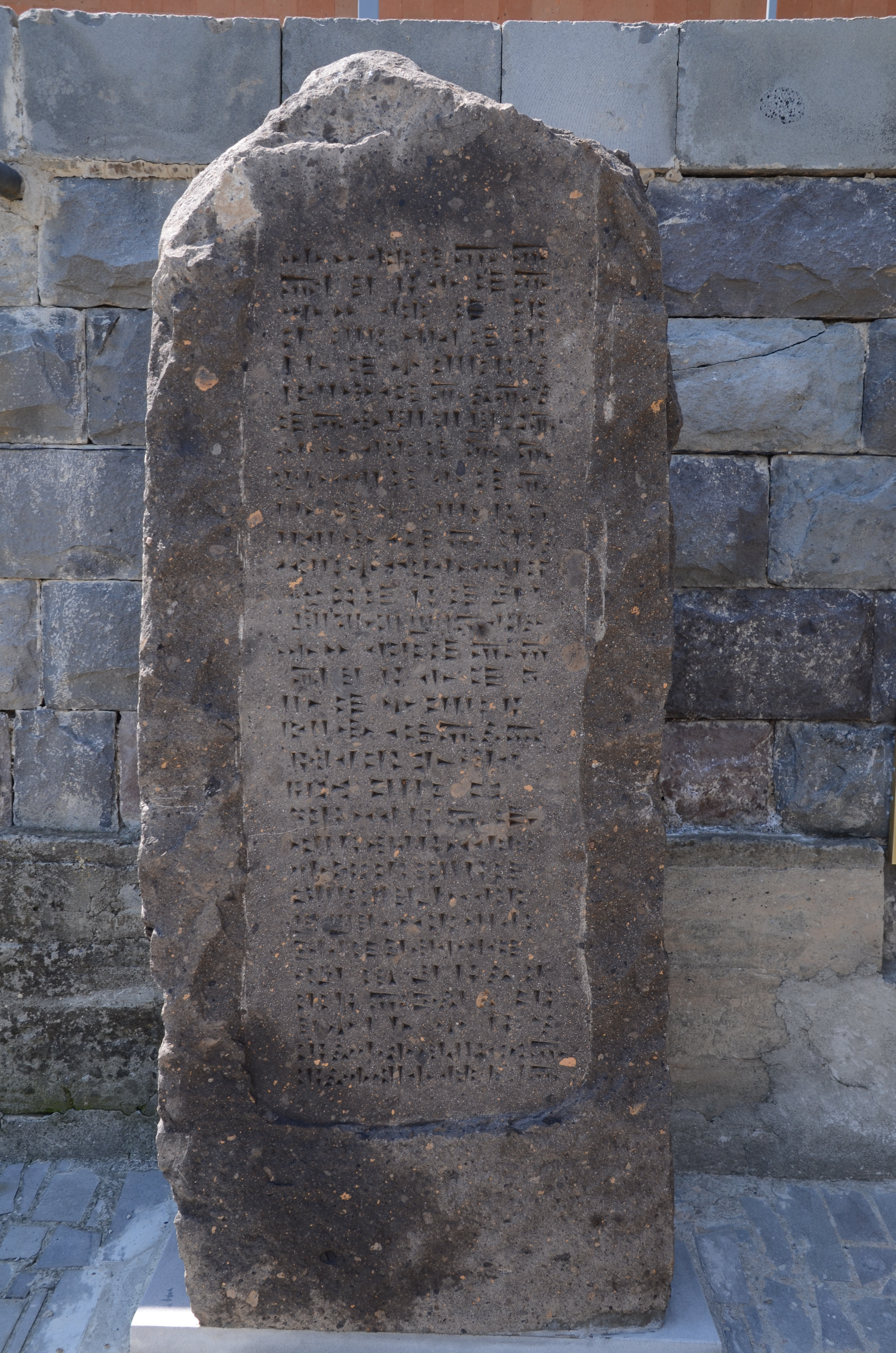
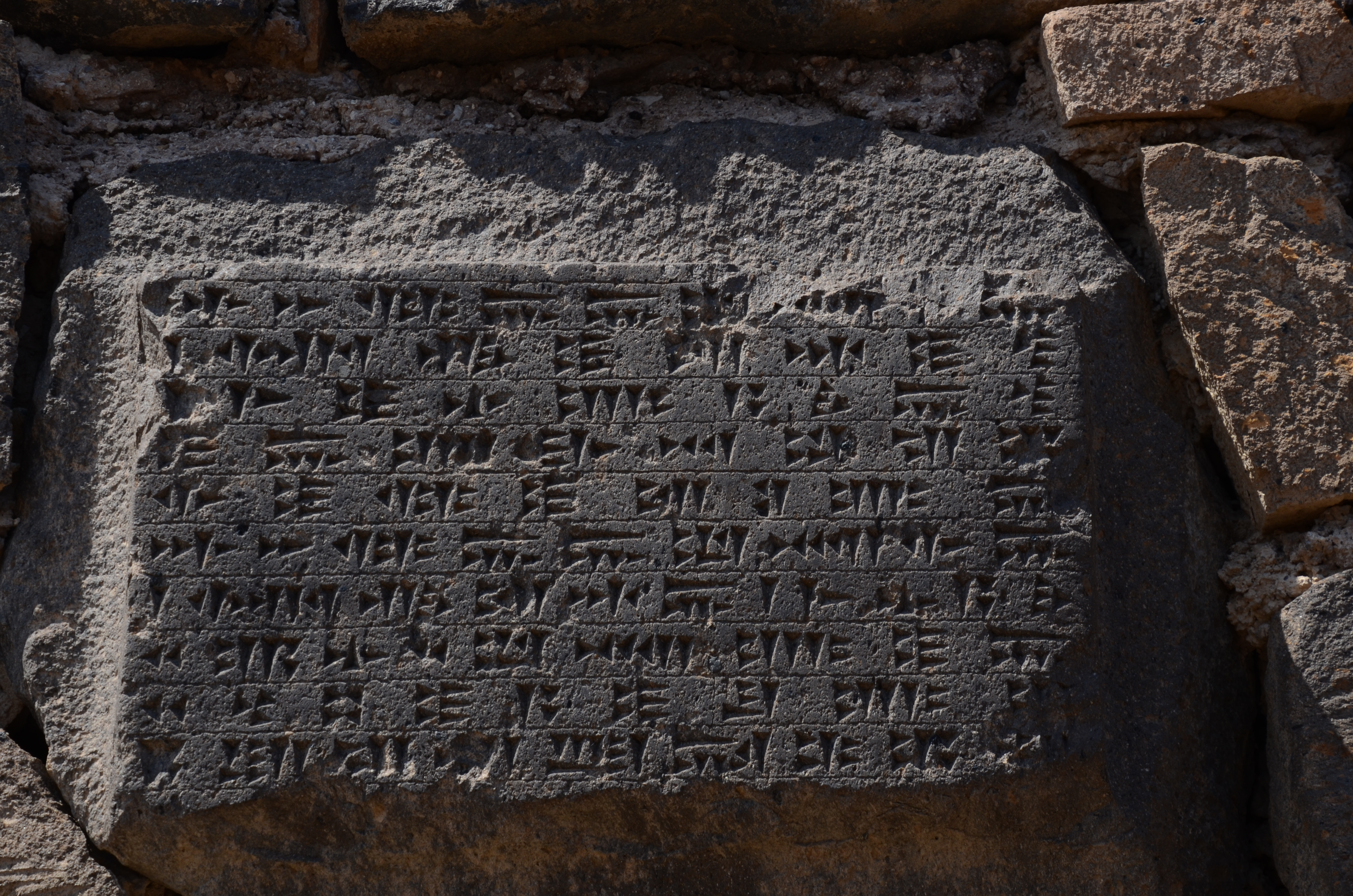
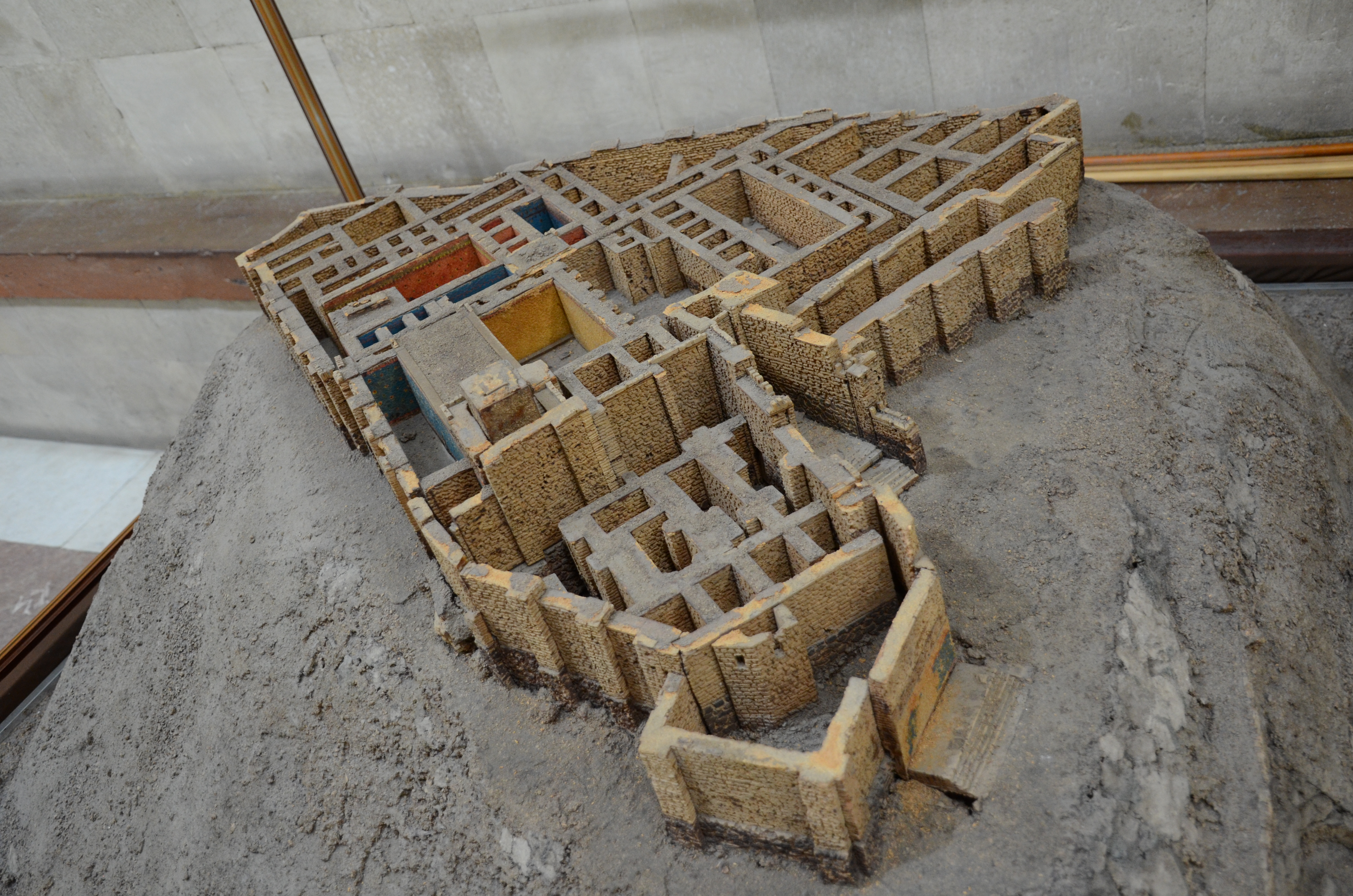
Модель крепости Эребуни
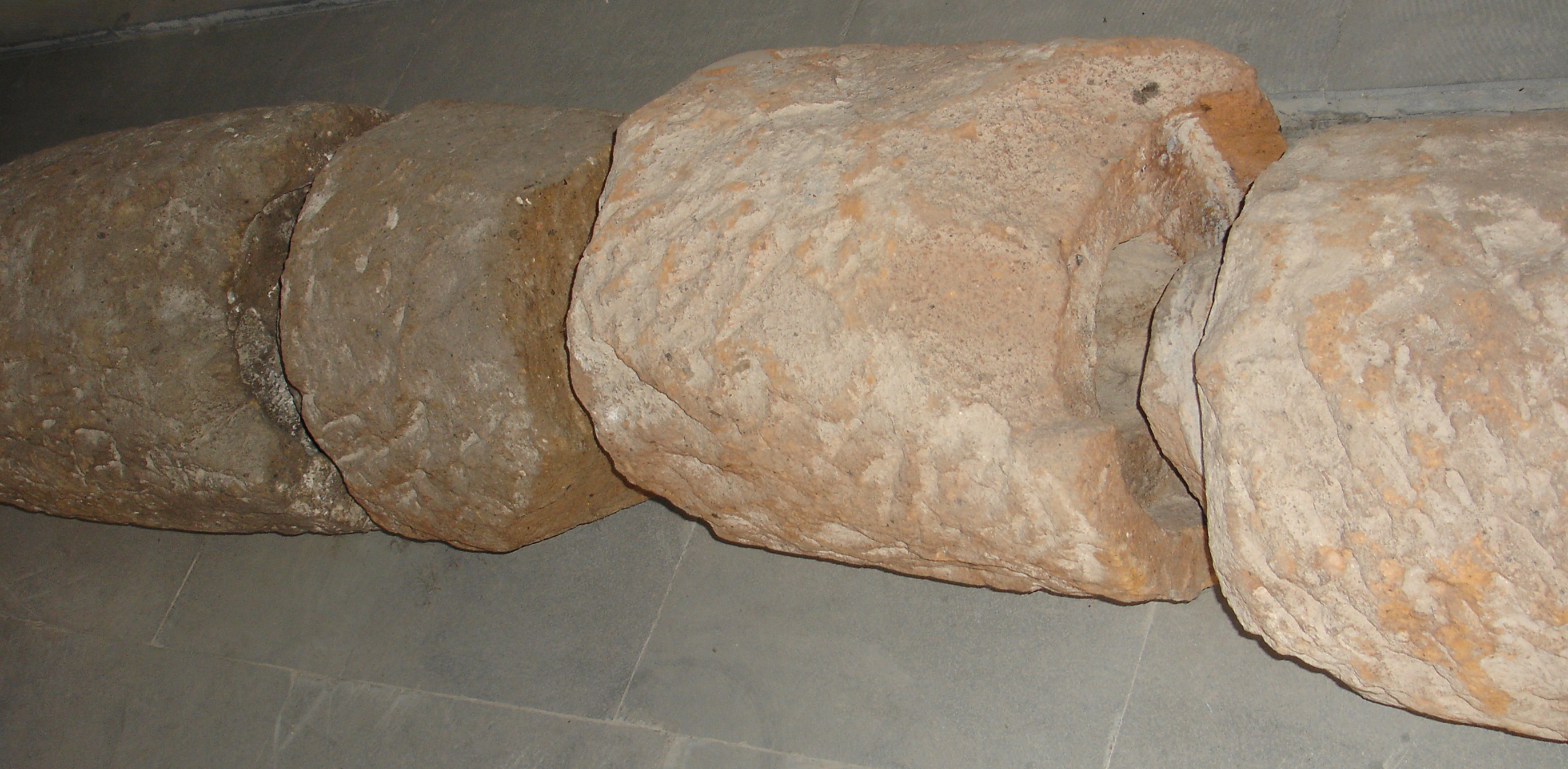
Каменный водовод
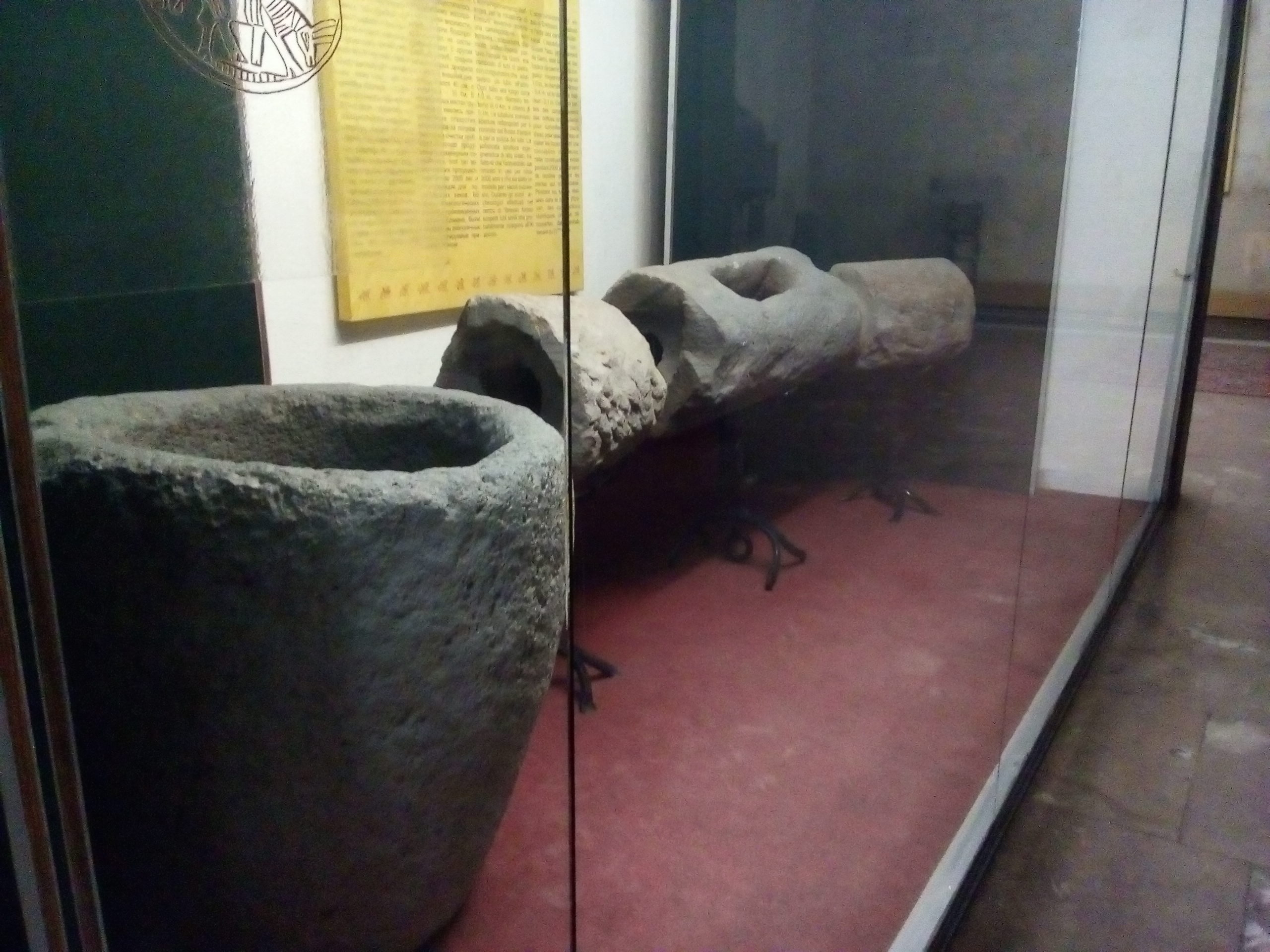
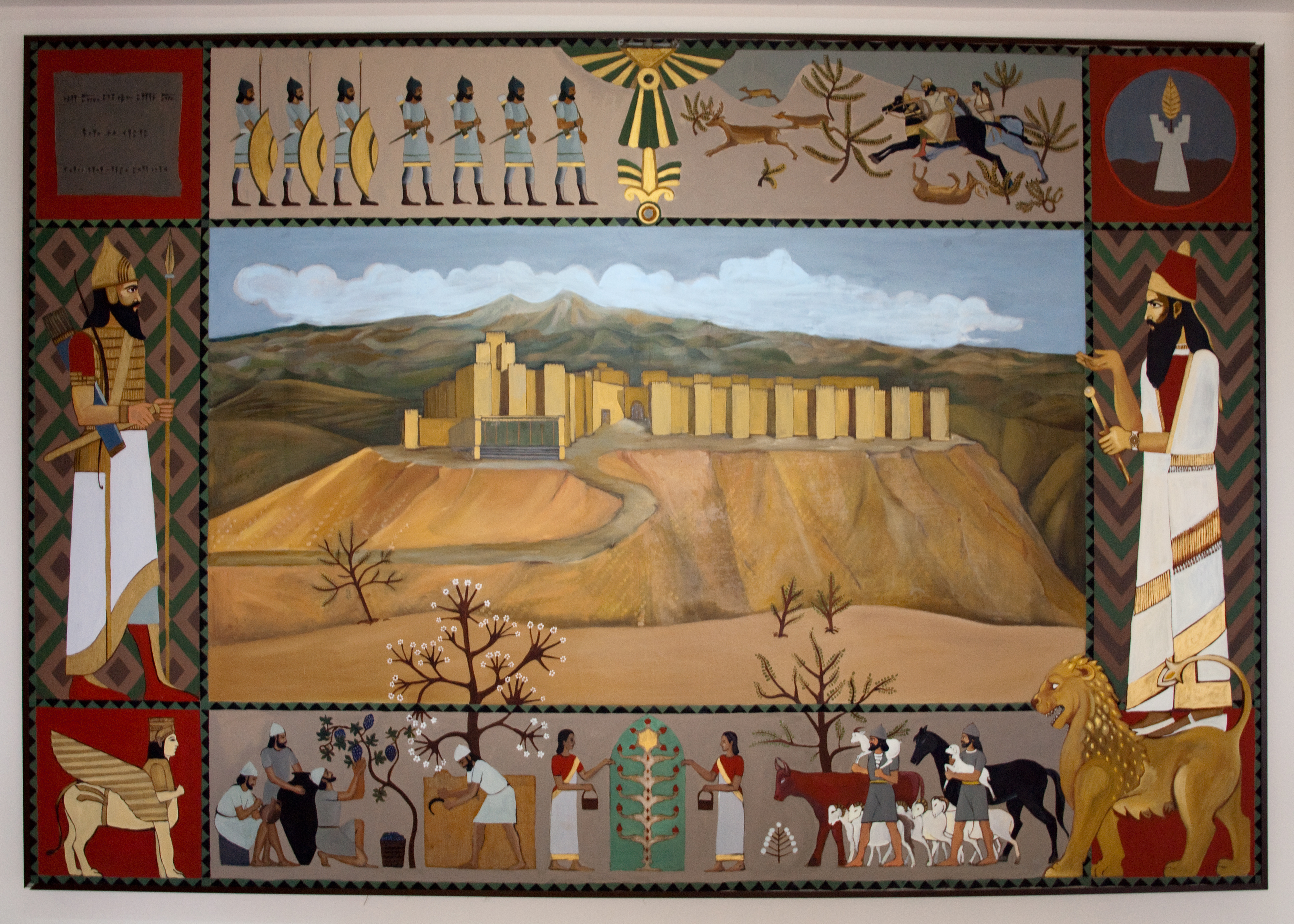
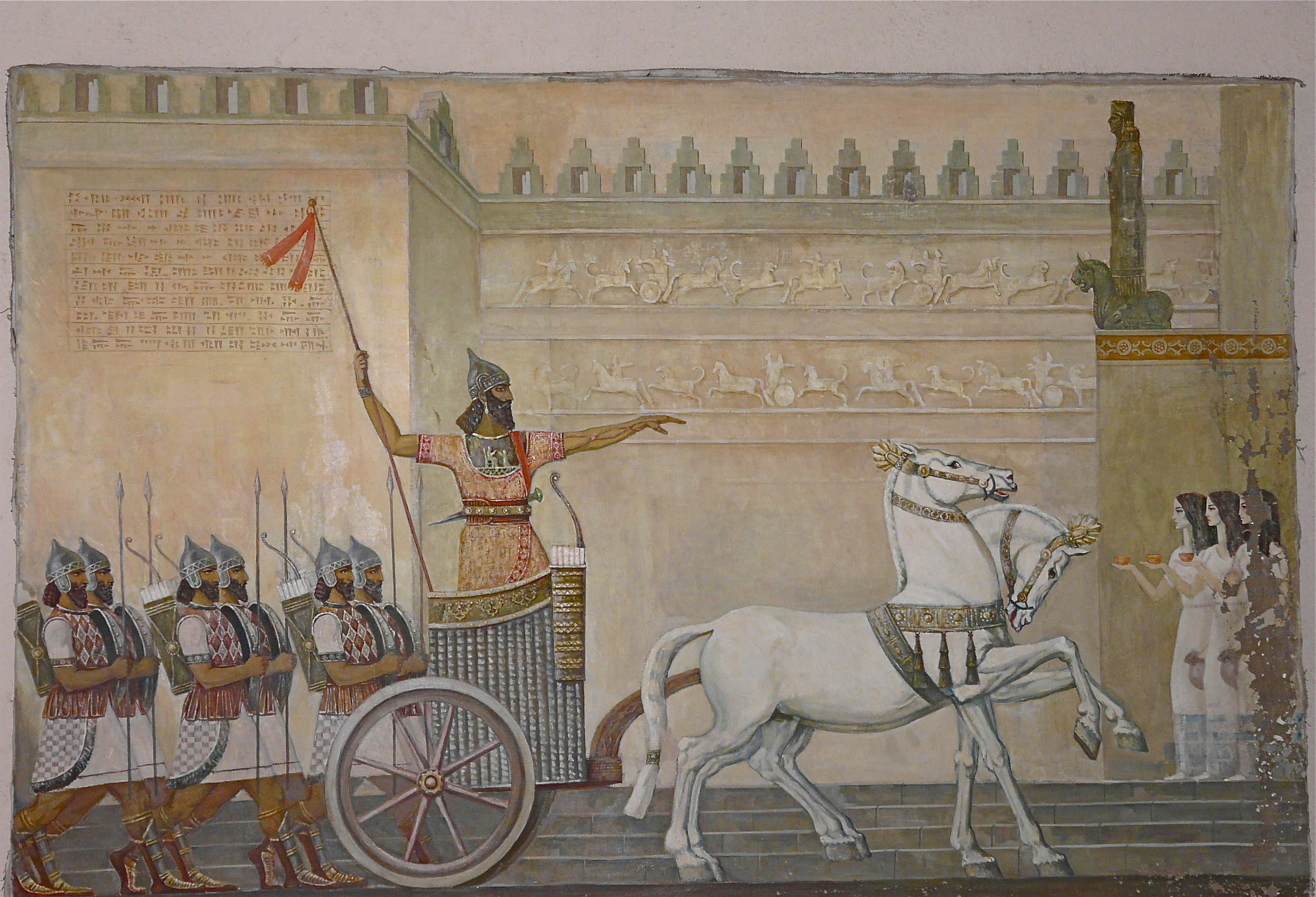
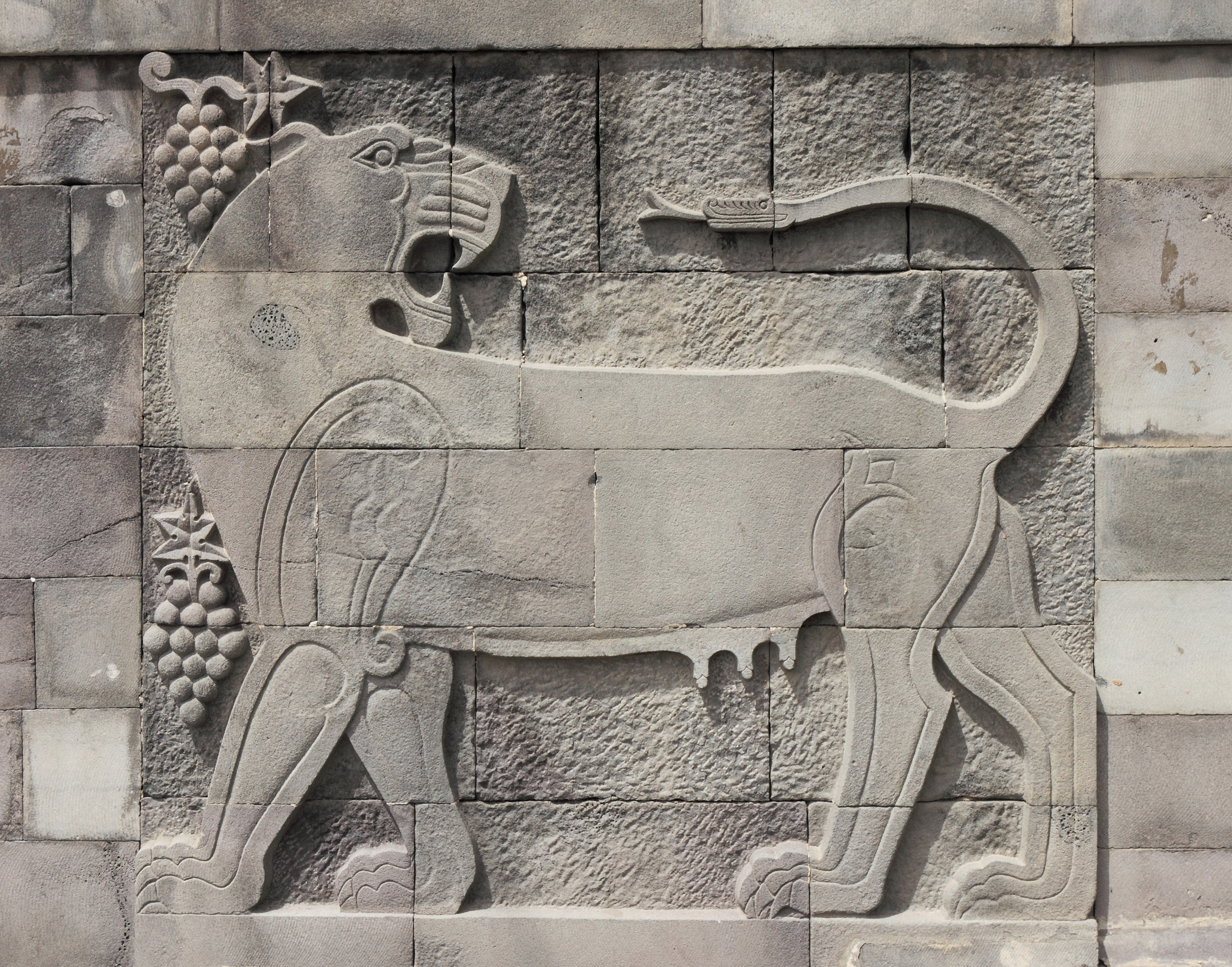
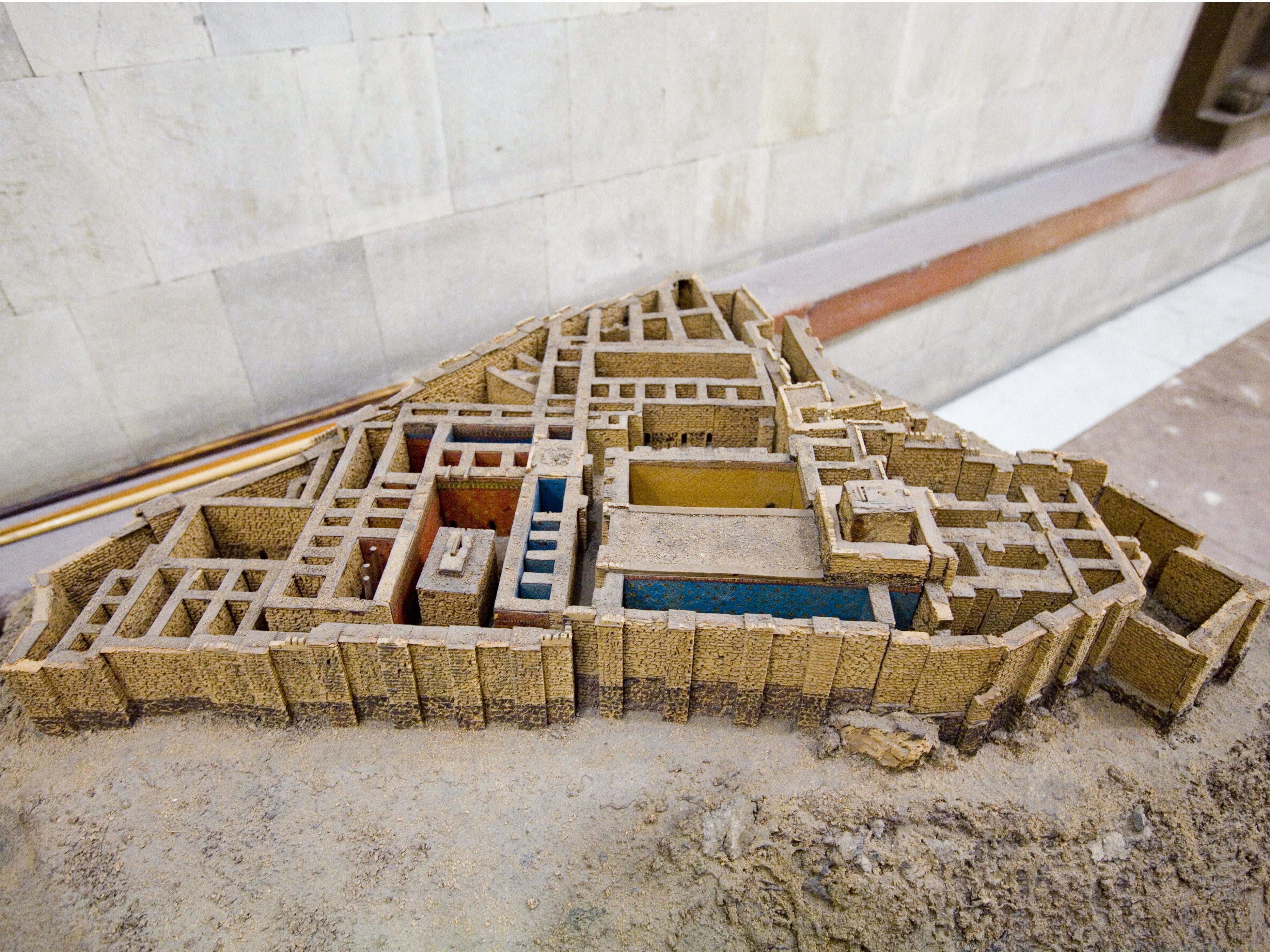
Макет крепости